# Coelotrachelus kuntzeni
Coelotrachelus kuntzeni är en skalbaggsart som beskrevs av Schmidt 1913. Coelotrachelus kuntzeni ingår i släktet Coelotrachelus och familjen Aphodiidae. Inga underarter finns listade i Catalogue of Life.